# Kōdansha

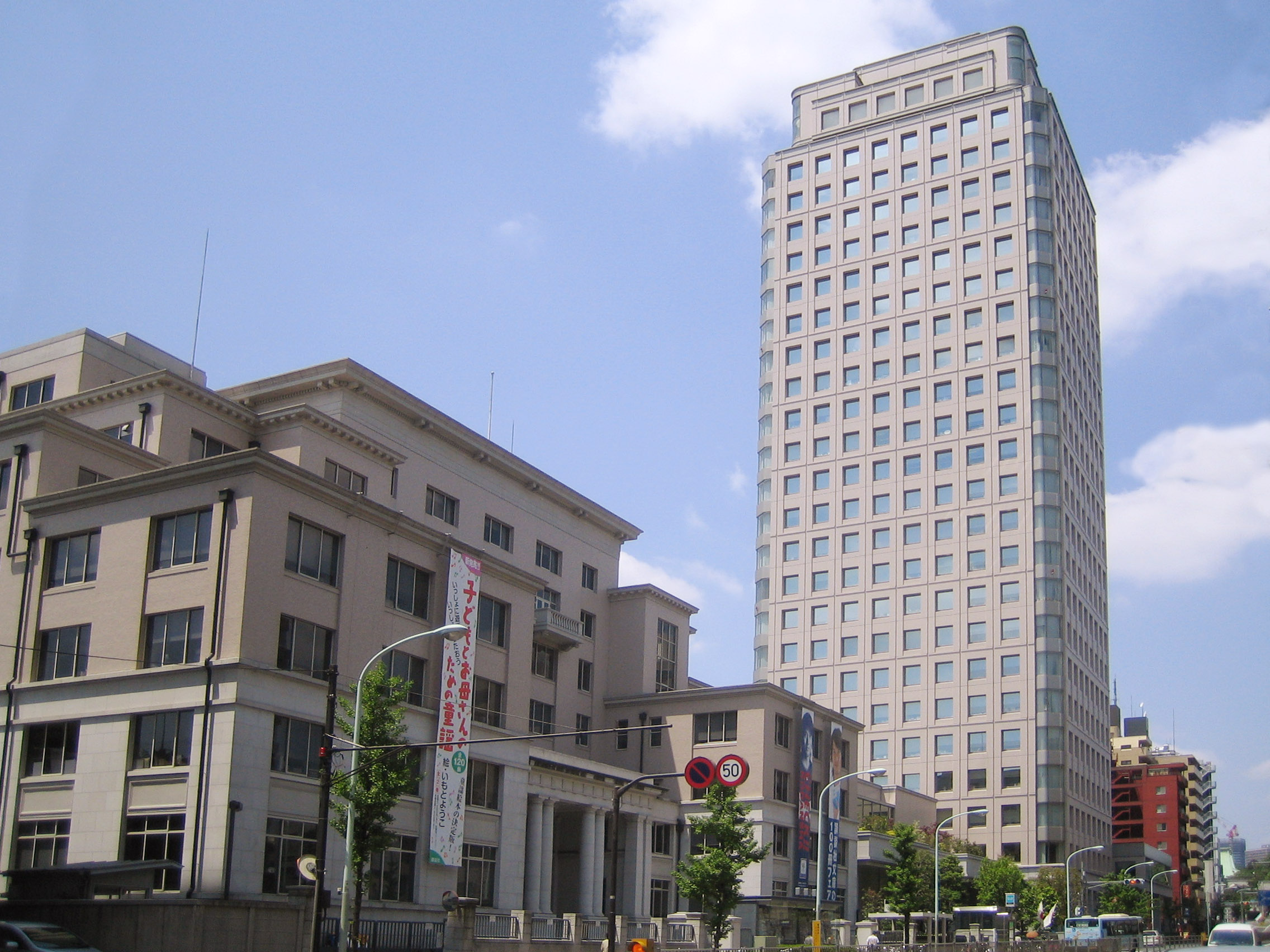
Kōdansha-Zentrale – Altes (Links) und neues Hauptgebäude (rechts), Tokio 2006

K.K. Kōdansha (japanisch 株式会社 講談社 Kabushiki-gaisha Kōdansha, englisch Kodansha Ltd.) ist ein großer japanischer Literatur- und Manga-Verlag mit der Hauptgeschäftsstelle in Bunkyo, Tokio. Kōdansha veröffentlicht sowohl Manga-Magazine als auch literarischere Magazine wie Gunzō, Gendai und Shūkan Gendai sowie das Japanisch-Wörterbuch Nihongo Daijiten. Der Verlag zeichnet mit dem Kodansha-Manga-Preis jährlich besondere Veröffentlichungen dieser Sparte aus.
Der Verlag wurde im November 1909 von Noma Seiji unter dem Namen „Dai-Nippon Yūben-kai“ (大日本雄弁会) gegründet und brachte, beginnend 1910, mit „Yūben“ (雄弁)– „Eloquenz“ – in den ersten Jahrzehnten fast ausschließlich Magazine heraus. Einen zweiten Verlag, Kōdansha, gründete Noma 1911 für das Magazin „Kōdan kurabu“, das für eine breite Leserschaft bestimmt war, während Yūben anspruchsvoll war. 1923 hatte der Verlag mit Taisho daishinsai Daikasei, einem Buch über das kurz zuvor geschehene Kanto-Erdbeben, seinen ersten Bestseller. 1925 wurden beide Verlage vereinigt. 1926 publizierte das Unternehmen bereits neun Magazine, unter denen „Shōnen kurabu“ (少年クラブ), ein Magazin für Jugendliche, und „Kingu“ die erfolgreichsten waren.
Nach dem Zweiten Weltkrieg wurde stark kritisiert, dass das Unternehmen den Krieg ausdrücklich unterstützt hatte. Noma Shōichi, der Leiter des Unternehmens, musste auf Anordnung der Besatzungsmächte zurücktreten. 1949 konnte Noma jedoch seine Arbeit wieder aufnehmen, wobei es ihm gelang, die in Schwierigkeiten geratene Firma wieder auf Erfolgskurs zu bringen. 1963 wurde die Firma Kōdansha International für Publikationen auf Englisch gegründet.
Die Titel des Verlags werden zunehmend auch digital auf den Markt gebracht. 2015 waren 90 Prozent der neuen Titel auch in elektronischen Formaten verfügbar. Im gleichen Jahr hatte der Verlag einen Anteil am japanischen Print-Markt von etwa 12 Prozent.

## Verlagsprogramm (Auswahl)

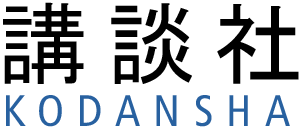
Das alte Kōdansha-Logo bis 2021

Das Programm des Verlags umfasst neben Manga-Magazinen und allgemeinen Magazinen auch Belletristik, Ratgeber, Kinderbücher, Biografien und Roman- und Light-Novel-Serien sowie Wörterbücher.
Wörterbücher
- Umesao Tadao: Nihongo Daijiten (日本語大辞典, Großes Japanisch-Wörterbuch, illustriert). 1989 und 1995
- Jack Halpern: The Kodansha Kanji Learner's Dictionary (KALD). Kodansha America, New York, 2002 ISBN 4-7700-2855-5

### Manga-Magazine
Laufend
- Afternoon
- Aria
- Be Love
- Bessatsu Friend
- Dessert
- Evening
- Good! Afternoon
- Hatsu Kiss
- Itan
- Kiss
- Magazine Special
- Morning
- Morning two
- Nakayoshi
- Nemesis
- Bessatsu Shōnen Magazine
- Gekkan Shōnen Magazine
- Shūkan Shōnen Magazine
- Shōnen Magazine Edge
- Shōnen Magazine R
- Shōnen Sirius
- Gekkan Young Magazine
- Shūkan Young Magazine
- Young Magazine the 3rd

eingestellt
- Afternoon Quarterly Extra
- Amie
- Be Love Parfait
- Comic BomBom
- Gekkan Magazine
- Great Magazine
- Juliet
- Magazine Z
- Mimi
- Shōjo Club
- Shōjo Friend
- Shōnen Club
- Shōnen Rival
- Yōnen Club
- Young Magazine Uppers

### Sonstige Magazine
- Best Car
- Disney Fan
- Frau
- Friday
- Gekkan Rikujo Kyogi
- Genki
- Gunzo
- Hon
- Inai Inai Baa!
- In Pocket
- NHK no Okaasan to Issho
- Otomodachi
- Otona no Shumatsu
- Otona Styleai
- Shosetsu Gendai
- Shūkan Gendai
- Tanoshii Yochien
- TV Magazine
- ViVi
- Voce
- With

## Tochterunternehmen
- Beijing Hurricane CultureDai-Ichi Tsushinsha
- Daiichi Paper
- King Record Company
- Kobunsha
- Kodansha Advanced Media
- Kodansha BC
- Kodansha Beijing Culture
- Kodansha Busico
- Kodansha Business Partners
- Kodansha Comic Create
- Kodansha Editorial
- Kodansha Europe
- Kodansha Gakugei Create
- Kodansha Human Network
- Kodansha International
- Kodansha Pal
- Kodansha Scientific
- Kodansha Taiwan Media Group
- Kodansha USA
- Kodansha USA Publishing
- Nikkan Gendai
- Otowa Building
- Star Seas Company
- Tanka Kenkyu-sha
- Toyokuni Printing
- Vertical

Mit dem Unternehmen verbunden sind außerdem die Noma Cultural Foundation, The Japan Forum und das Noma Institute of Educational Research.